# DeDee Nathan
DeDee Nathan (Birmingham, 20 april 1968) is een atleet uit de Verenigde Staten van Amerika.
In 1991 won won Nathan de zevenkamp op de Pan American Games.
In 1999 schreef Nathan de Hypomeeting op haar naam.
Ook won ze de vijfkamp op de Wereldkampioenschappen indooratletiek 1999.
Op de Olympische Zomerspelen van Sydney in 2000 nam Nathan deel aan de zevenkamp, waar ze als negende eindigde.

## Persoonlijk record
| Onderdeel   | Resultaat | Jaar |
| ----------- | --------- | ---- |
| 800 m       | 2.16,67   | 2000 |
| speerwerpen | 50,08     | 1999 |
| zevenkamp   | 6577 p    | 1999 |

| Onderdeel   | Resultaat | Jaar |
| ----------- | --------- | ---- |
| 800 m       | 2.18,98   | 1999 |
| 60 m horden | 8.24 s    | 1999 |

- World Athletics: 14317734